# Kleinkastell „Auf der Schanz“
Das Kleinkastell „Auf der Schanz“ war ein römisches Grenzkastell am Obergermanisch-Raetischen Limes, der seit 2005 zum UNESCO-Weltkulturerbe gehört. Das ehemalige Auxiliarkastell liegt heute in einem vollständig überbauten Gebiet von Bad Ems, einer Stadt im Rhein-Lahn-Kreis in Rheinland-Pfalz. Es ist das kleinere der beiden römischen Militärlager auf Emser Stadtgebiet.

## Lage, Forschungsgeschichte und Befunde

Lageplan (vor 1900)

Das Kleinkastell „Auf der Schanz“ lag topographisch unmittelbar am Südufer der Lahn (Laugona). Hier weitet sich das zwischen „Wintersberg“ und „Malberg“ verlaufende Tal des „Braunebachs“, das im Westen vom über den „Wintersberg“ nach Becheln verlaufenden Limes flankiert wurde, dessen in der Literatur als „Strecke 2“ bezeichneter Abschnitt hier begann. Über eine hier vermutete Lahnbrücke war er mit der nördlich anschließenden, so genannten „Strecke 1“ verbunden, die durch eine enge Schlucht des „Buchwalds“ am heutigen Kemmenau vorbei zum Kastell Arzbach führte. Der Garnison oblag vermutlich die Überwachung dieses Lahnübergangs sowie des Flusstals selbst, das in Fließrichtung von Süden kommend an dieser Stelle nach Westen abknickt.
Das Kastellareal liegt im heutigen Stadtbild im Bereich des Bahnhofsviertels im Emser Stadtteil „Spiess“, unter der dichten Bebauung unmittelbar nördlich der Kreuzung Bahnhofstraße/Alexanderstraße. Sichtbar ist nichts mehr. Der Spiess gehörte früher zum kurmainzischen Gebiet der Stadt Oberlahnstein.
Die Erforschung des Kastellgeländes gestaltete sich aufgrund der dichten Bebauung von Anfang an äußerst schwierig. Nur punktuell und auf engstem Raum konnten in der zweiten Hälfte des 19. und zu Beginn des 20. Jahrhunderts gelegentlich Befunde dokumentiert und Messwerte gewonnen werden, die viel Raum für Interpretationen lassen. Sowohl Heinrich Hesse, Karl August von Cohausen (1812–1894) als auch Otto Dahm, letzterer im Rahmen der Untersuchungen der Reichs-Limeskommission, führten archäologische Untersuchungen durch, die zu sehr unterschiedlichen Interpretationen der Befunde führten.
Das Kleinkastell „Auf der Schanz“ handelt es sich um ein Steinkastell, dessen genaue Ausmaße unklar sind. Die Rekonstruktionsversuche schwanken zwischen einem Lager von 44 × 30 Metern Seitenlänge, was einer Lagerfläche von etwa 0,13 Hektar entsprechen würde, und einem Lager von 73 × 58 Metern Seitenlänge, was einer Grundfläche von 0,43 Hektar entsprechen würde. Es wurde auch die Möglichkeit in Betracht gezogen, dass es sich um zwei verschiedene Lager handeln könnte.
Ähnlich schwierig gestaltet sich die Lokalisierung der Kastellthermen und des Vicus, die zwar beide als wahrscheinlich gelten, zu denen aber aufgrund der spärlichen Befundlage kaum konkrete Aussagen gemacht werden können. Etwas besser sieht es mit dem Gräberfeld aus. Einzelne Bestattungen konnten an den Hängen des Wintersberges nachgewiesen werden.

## Limesverlauf zwischen den Kleinkastellen „Auf der Schanz“ und Becheln
In seinem Verlauf zwischen Bad Ems und Becheln ist der Limes in unterschiedlichen Zuständen erhalten. Während anfänglich sichtbare Spuren nur sporadisch vorhanden sind, zählt das Teilstück zwischen dem Wachtturm Wp 2/4 und dem Bechelner Militärlager zu den besterhaltenen und schönsten Abschnitten der Limesstrecke 2. Sein Verlauf deckt sich in diesem Bereich mit dem einer vorgeschichtlichen Höhenstraße.
| ORL     | Name/Ort                      | Beschreibung/Zustand |
| ------- | ----------------------------- | --- |
| KK      | Kleinkastell „Auf der Schanz“ | siehe oben |
| Wp 2/1  | „Auf dem Wintersberg“         | Der rund 214 m. ü. NN und etwa 140 Meter oberhalb der Lahn befindliche Wachturm wurde bereits 1858 entdeckt und 1860 freigelegt. Es handelte sich um einen quadratischen Steinturm mit einer Seitenlänge von 5,49 Metern. Die Steine des etwa 0,76 Meter starken Mauerwerks waren aus dem anstehenden Tonschiefer des Wintersbergs gewonnen und sorgfältig vermörtelt. Auf den Fundamenten dieses Originalturms wurde 1874 die heute noch dort stehende Rekonstruktion errichtet und dem damaligen deutschen Kaiser Wilhelm I. gewidmet. Die Turmnachbildung auf dem Wintersberg ist die erste und älteste Rekonstruktion eines Limeswachturms überhaupt. Bei ihrer Gestaltung orientierte man sich an den Abbildungen von entsprechenden Wachtürmen auf der Trajanssäule in Rom. Die Suche nach einem hölzernen Vorgängerturm war aufgrund der baulichen Gegebenheiten nicht möglich. |
| Wp 2/2  | „Am Kreuzweg“                 | Der am oberen Ende eines bewaldeten Abhanges stehende Wachtposten hat einen fast quadratischen Grundriss mit 5,05–5,10 Metern Seitenlänge. Die Mauern aus Tonschiefer sind auf einer Höhe von 12 bis 32 Zentimetern (zwei bis vier Steinlagen) erhalten, weisen eine Stärke von 68 bis 75 Zentimetern auf und ruhen auf einem geringfügig breiteren (80–85 Zentimeter) Fundament aus schräg gestellten Schieferstücken. Durch seine Lage ermöglichte der Wachtposten in der Antike eine Überwachung der Täler von Wiesbach, Braunebach und Lahn. Die Mauerreste wurden 1875 durch Karl August von Cohausen untersucht und nach einer vollständigen Ausgrabung im frühen 20. Jahrhundert restauriert. 2004 wurde die mittlerweile stark beschädigte Anlage erneut untersucht und im Folgejahr restauriert. Die konservierten Mauerzüge befinden sich etwa 20 Meter hinter der Grabensohle des Limes, der hier eine mindestens vier Meter breite Unterbrechung aufweist. Etwa 30 Meter vom Turm 2/2 entfernt errichtete der Emser Altertumsverein im frühen 20. Jahrhundert die Rekonstruktion einer hölzernen Limespalisade, die im frühen 21. Jahrhundert wiederhergestellt wurde. |
| Wp 2/2a | Hof Neuborn                   | Aufgrund der Entfernung zwischen Wp 2/2 und Wp 2/3 sowie der topographischen Gegebenheiten in diesem Bereich vermutete, aber nicht nachgewiesene Turmstelle. |
| Wp 2/3  | „Am Kirschenkopf“             | Deutlich wahrnehmbarer Schutthügel eines Steinturms, der schon im 19. Jahrhundert von Raubgräbern zerstört worden ist. Wissenschaftliche Ausgrabungen wurden danach nicht mehr vorgenommen. Die Turmstelle befindet sich rund 42 Meter hinter dem Limesgraben. |
| Wp 2/4  | „In der Sudhecke“             | Erkennbare Schutthügel zweier Steintürme inmitten eines vorgeschichtlichen Grabhügelfeldes. Ausgrabungen fanden an dieser Stelle, in unmittelbarer Nähe des „Forsthauses Wolfsbusch“ nicht statt. |
| Wp 2/5  | „Auf dem Wolfsbusch“          | Kaum wahrnehmbare Spuren eines quadratischen Steinturms mit einer Seitenlänge von 5,70 Metern und einer Mauerstärke von 0,90 Metern Mächtigkeit. Die Anlage befand sich nur 3,80 Meter hinter dem Scheitel des Wallgrabens. Mit seiner Position knapp unterhalb der Wolfsbuschkuppe (415 m ü. NN) auf rund 412 m ü. NN ist Wp 2/5 der höchstgelegene Wachturm dieses Limesabschnitts. Die Limeslinie weist hier einen westlich einspringenden Winkel von 150 Grad auf, was neben der Höhenlage ein weiterer Grund für die Positionierung des Wachturms an dieser Stelle gewesen sein mag. |
| Wp 2/6  | östlich von Becheln           | Wahrnehmbarer Schutthügel zweier Steintürme. Bereits vor Beginn der wissenschaftlichen Untersuchungen durch die Reichs-Limeskommission wurde diese Fundstelle um 1860 von einem Hobbyforscher, dem Volksschullehrer Philipp Dönges (1825–1890) aus Becheln, nach späterem Wissenstand sehr unfachmännisch zerwühlt und fehlerhaft dokumentiert. Dönges grub in dieser Zeit mehrere Turmstellen im Winkel zwischen Rhein und Lahn aus. Die beiden Wachtürme mit quadratischen Grundrissen befanden sich im Abstand von 5,40 Metern zueinander und zwischen 10,50 Meter (westlicher Turm) und acht Meter (östlicher Turm) von der Krone des Limeswalls entfernt. Der westliche, inzwischen durch Straßenbau zerstörte Steinturm besaß eine Seitenlänge von 5,30 Metern bei einer Mauerstärke von 0,75 Metern. Für den östlichen Steinturm konnte eine Seitenlänge von vier Metern bei ebenfalls 0,75 Meter starken Mauern ermittelt werden. Ein bei Nachuntersuchungen festgestellter Spitzgraben sowie die Datierung des Fundmaterials weisen auf einen älteren, hölzernen Vorgängerturm an dieser Stelle hin.                                                                      |
| Wp 2/7  | „Im Bechelner Wald“           | Der Wachtposten 2/7 stand etwa 20 Meter entfernt vom Limeswall und ist noch als Schutthügel nachweisbar. Die Reichs-Limeskommission führte dort am Ende des 19. Jahrhunderts Untersuchungen durch, denen zufolge der quadratische Innenraum eine Seitenlänge von 3,40 Metern hatte und von 1 Meter dicken Mauern umgeben war; neuere Ausgrabungen im frühen 21. Jahrhundert ergaben demgegenüber eine Mauerstärke von 80 Zentimetern und eine äußere Seitenlänge von 5,28 Metern. Das Mauerwerk aus Quarzit und Kalkmörtel ist in einer Höhe von bis zu 80 Zentimetern erhalten. Nach diesen neuen Untersuchungen wurde der durch Raubgräber und Vandalismus stark beschädigte Turm mit einer Schutzplane und einer Erdschicht abgedeckt und genau darüber der Grundriss des Turmes in modernem Mauerwerk rekonstruiert. Ein älterer Holzturm konnte nicht ermittelt werden. |
| KK      | Kleinkastell Becheln          | siehe Hauptartikel Kleinkastell Becheln |

## Denkmalschutz
Das Kleinkastell Auf der Schanz und die erwähnten Bodendenkmale sind als Abschnitt des Obergermanisch-Rätischen Limes seit 2005 Teil des UNESCO-Welterbes. Außerdem sind die Anlagen Kulturdenkmale nach dem Denkmalschutz- und -pflegegesetz (DSchG) des Landes Rheinland-Pfalz. Nachforschungen und gezieltes Sammeln von Funden sind genehmigungspflichtig, Zufallsfunde an die Denkmalbehörden zu melden.